# Lý Chính Kỷ
Lý Chính Kỷ (chữ Hán: 李正己, bính âm: Li Zhengji, 733 - 781), còn dịch là Lý Chánh Kỉ, nguyên tên là Lý Hoài Ngọc (李懷玉), người Cao Ly, là Tiết độ sứ Bình Lư (sau là Tri Thanh) dưới triều nhà Đường trong lịch sử Trung Quốc. Ông ủng hộ người anh họ là Hầu Hi Dật làm Tiết độ sứ ở Bình Lư năm 758, sau đó lĩnh chức Tiết độ sứ năm 765. Trong thời gian trại trấn ông ra sức củng cố thế lực riêng, từng bước ly khai triều đình, mở đầu cho nạn phiên trấn cát cứ về sau. Khi triều đình đem quân thảo phạt Lý Duy Nhạc năm 781, Lý Chính Kỷ đem quân hỗ trợ các trấn khởi loạn, sử xưng là loạn tứ trấn. Ông qua đời trong cùng năm đó.

## Dưới quyền phiên trấn
Lý Hoài Ngọc chào đời năm 733 dưới triều vua Huyền Tông nhà Đường. Sử sách không cho biết nhiều về gia thế của ông. Tính đến năm 758 thời vua Túc Tông nhà Đường, Lý Hoài Ngọc cùng anh họ ngoại là Hầu Hi Dật phục vụ dưới quyền Tiết độ sứ Bình Lư Vương Huyền Chí.
Năm 758, Vương Huyền Chí chết trong trận chiến với quân Sử Tư Minh. Vua Túc Tông sai sứ đến trấn Bình Lư tìm người kế nhiệm Huyền Chí. Lý Hoài Ngọc sợ rằng con trai Huyền Chí sẽ được lập làm tiết độ sứ, bèn giết người ấy đi, cùng quân trong trấn ủng hộ Hầu Hi Dật lĩnh quân vụ. Trước tình hình đó, vua Túc Tông sai sứ sắc phong Hầu Hi Dật là tiết độ phó sứ, rồi Tiết độ sứ ở Bình Lư. Sử gia Tư Mã Quang trong Tư trị thông giám chê trách việc làm này và cho rằng nó thể hiện sự bất lực của triều đình và đánh dấu sự bắt đầu trỗi dậy của phiên trấn về sau.
Lúc này quân Bình Lư bị tấn công liên tiếp từ các bộ tộc Hề và Khiết Đan, đúng lúc đó quân Yên lại đến bức bách, tình thế nguy khốn. Hầu Hi Dật khích lệ tướng sĩ dưới quyền, sau đó đánh bại quân Yên do Lý Hoài Tiên chỉ huy. Nhưng về sau không được quân triều đình cứu viện nên Hầu Hi Dật đưa quân đội của mình về Thanh châu. Gặp lúc Điền Thần Công, Năng Nguyên Hạo ở Duyện châu, Hi Dật cử quân vây hãm Thanh châu, có chiếu cho ông làm Bình Lư, Tri Thanh tiết độ sứ. Từ thời điểm này, trấn Bình Lư còn được gọi là trấn Tri Thanh. Lý Hoài Ngọc tiếp tục phục vụ Hi Dật, tham gia cùng quân triều đình trong trận chiến tiêu diệt Sử Triều Nghĩa (763) của Đại Yên, được nhận chức Binh mã sứ.

## Tiết độ sứ Tri Thanh
Trong khi đó Hầu Hi Dật lãng phí của cải để phục vụ cho những nhu cầu cá nhân, khiến quân khố cạn kiệt. Trong khi Lý Hoài Ngọc lại nhận được sự ủng hộ của nhiều tướng sĩ; nên tức giận muốn cách chức đi, quân sĩ bảo là vô tội không cớ gì để phế. Vào mùa hè năm 765, nhân Hầu Hi Dật ra khỏi thành, quân sĩ nổi loạn, đóng cửa ngăn không cho Hi Dật trở về, tôn Lý Chính Kỷ lĩnh quân vụ ở Tri Thanh. Vua Đại Tông cử hoàng tử Lý Mạc làm tiết độ sứ trên danh nghĩa ở Bình Lư, được một thời gian rồi triệu về, phong Lý Hoài Ngọc là Bình Lư Tri Thanh tiết độ quan sát sứ, Hải Vận áp Tân La Bột Hải lưỡng phiền sứ, Kiểm giáo công bộ thượng thư kiêm Ngự sử đại phu, Thanh châu thứ sử; ban tên Chính Kỷ. Sau gia Kiểm phó thượng thư Hữu phó xạ, Nhiêu Dương quận vương. Lúc này trấn Bình Lư có 10 châu: Tri, Thanh, Tề, Hải, Đăng, Lai, Nghi, Mật, Đức, Lệ.
Lý Chính Kỷ ở Tri Thanh, liên kết với các tướng cũ của Đại Yên như Điền Thừa Tự ở Ngụy Bác, Lý Bảo Thần ở Thành Đức, Lý Hoài Tiên ở Lư Long, âm mưu li khai với triều đình. Ông dùng hình phạt nghiêm khắc và tàn khốc, tướng sĩ dưới quyền không ai dám nói lời bậy bạ. Để thắt chặt quan hệ, các trấn xếp đặt hôn nhân, Lý Chính Kỷ gả con gái của mình cho con trai Lý Bảo Thần là Lý Duy Thành và cưới con gái Lý Bảo Thần cho con trai mình, Lý Nạp.
Nhân Điền Thừa Tự cướp đoạt đất Tương, Vệ thuộc Chiêu Nghĩa, vào năm 775, ông cùng Lý Bảo Thần cùng dâng biểu lên triều đình nói tội của Thừa Tự, xin đem quân thảo phạt. Đại Tông cũng muốn hạn chế thế lực phiên trấn nên bằng lòng, tập hợp các trấn dẫn quân đánh Ngụy, trong đó ông Chánh Kỉ cùng quân của Lý Trung Thần ở Hoài Tây đánh từ phía nam. Lý Chính Kỷ thấy triều đình ban thưởng cho quân của Lý Bảo Thần nhiều hơn mình, nên tỏ ra không vừa lòng rồi tạm lui quân về. Điền Thừa Tự bèn dùng lời lẽ ngon ngọt thuyết phục ông về trấn, và lập liên minh với Lý Bảo Thần. Triều đình không làm gì được, phải xá tội cho Thừa Tự.
Năm 776, Tiết độ sứ Biện Tống Điền Thần Ngọc hoăng, tướng Lý Linh Diệu làm lưu hậu, chiếm cứ thành và cùng Lý Tăng Huệ nổi dậy chống lại triều đình. Lý Chính Kỉ theo điều động dẫn quân thảo phạt Linh Diệu, cùng các tướng triều đình dẹp xong loạn. Sau trận này, ông lấy thêm 5 châu (trong số 8 châu của Biến Tống) là Tào, Bộc, Từ, Duyện, Vận; tổng cộng có 15 châu, trở thành phiên trấn có lãnh địa lớn nhất thời bấy giờ. Ông tự đặt ra pháp lệnh, từng bước li khai triều đình, giảm thuế cho bá tánh trong trấn, các trấn khác đều sợ hãi.
Tháng 11 năm 775, gia Kiểm giáo tư không, Đồng trung thư môn hạ bình chương sự. Sau đó ông chuyển trị sở trấn Tri Thanh từ Thanh châu đến Vận châu.

## Cuối đời
Đường Đức Tông lên ngôi (779), Lý Chính Kỷ sai sứ cống nộp bảo vật và tiền bạc để lấy lòng, nhưng Đức Tông (có ý diệt trừ phiên trấn), sai sứ tới Tri Thanh nói là nhận lễ vật, nhưng đưa trở lại coi như là thưởng cho những tướng sĩ chết trận ở Bình Lư. Chính Kỷ tỏ ra khâm phục nhưng cũng rất sợ hãi. Khi Đức Tông dẹp được Lưu Văn Xỉ (780), ông càng trở nên sợ hãi và có ý chống lại triều đình.
Năm 781, Lý Bảo Thần chết, con là Lý Duy Nhạc tự lập làm lưu hậu ở Thành Đức, triều đình không công nhận và đưa quân thảo phạt. Lý Chính Kỷ bèn liên minh với Lý Duy Nhạc và Điền Duyệt (kế tục Điền Thừa Tự) cùng chống triều đình, lấy cớ thảo phạt tể tướng Dương Viêm hãm hại trung thần Lưu Yến. Ông tìm cách ngăn chặn đường vận chuyển lương thực cho quân đội triều đình ở Trường An (nhưng bất thành) và xây thành Biện châu, đem binh đóng ở Tế Âm lén lút tập luyện. Lại tăng binh ở Từ Châu, uy hiếp Giang, Hoài, chuẩn bị cho cuộc nổi dậy. Nhưng sau, ông phát bệnh ung nhọt rồi qua đời. Con là Lý Nạp quản lý quân vụ, giấu việc mấy tháng rồi mới phát tang. Nạp sau đó nổi dậy cùng ba trấn xưng vương, gọi là loạn tứ trấn. Về sau năm 784, Nạp lại quy phục, triều đình hạ chiếu truy tặng Chính Kỷ là Thái úy.